# Oxymetopon cyanoctenosum
Oxymetopon cyanoctenosum is een straalvinnige vissensoort uit de familie van torpedogrondels (Ptereleotridae). De wetenschappelijke naam van de soort is voor het eerst geldig gepubliceerd in 1981 door Klausewitz & Condé.